# 誇登·貝爾斯
誇登·貝爾斯（Quaden Bayles，2010年12月13日—）是一位澳洲演員，他曾演出電影《三千年的渴望》和《芙莉歐莎：瘋狂麥斯傳奇篇章》。2020年6月，一段貝爾斯因侏儒症在學校被欺負後情緒困擾的影片在網路上瘋傳。

## 生活和事業
誇登·貝爾斯(Quaden Bayles)於2010年12月13日出生，父親是誇登·喬治敦 (Quaden Georgetown)，母親是亞拉卡·貝爾斯 (Yarraka Bayles)。，他有兩個姐姐和一個哥哥，是穆里人。
誇登·貝爾斯患有軟骨發育不全症，這是侏儒症最常見的一種形式。由於病情嚴重，貝爾斯接受了多次大手術，他的健康併發症包括早發性關節炎，以及需要在睡覺時供氧。

## 電影作品
- 《三千年的渴望》－快換男孩
- 《芙莉歐莎：瘋狂麥斯傳奇篇章》——《戰犬》